# Verflixxt!
Verflixxt! ist ein Brettspiel von Wolfgang Kramer und Michael Kiesling, 2005 erschienen bei Ravensburger. Das Spiel ist für zwei bis sechs Personen ab acht Jahren geeignet und dauert zumeist knapp unter 30 Minuten.

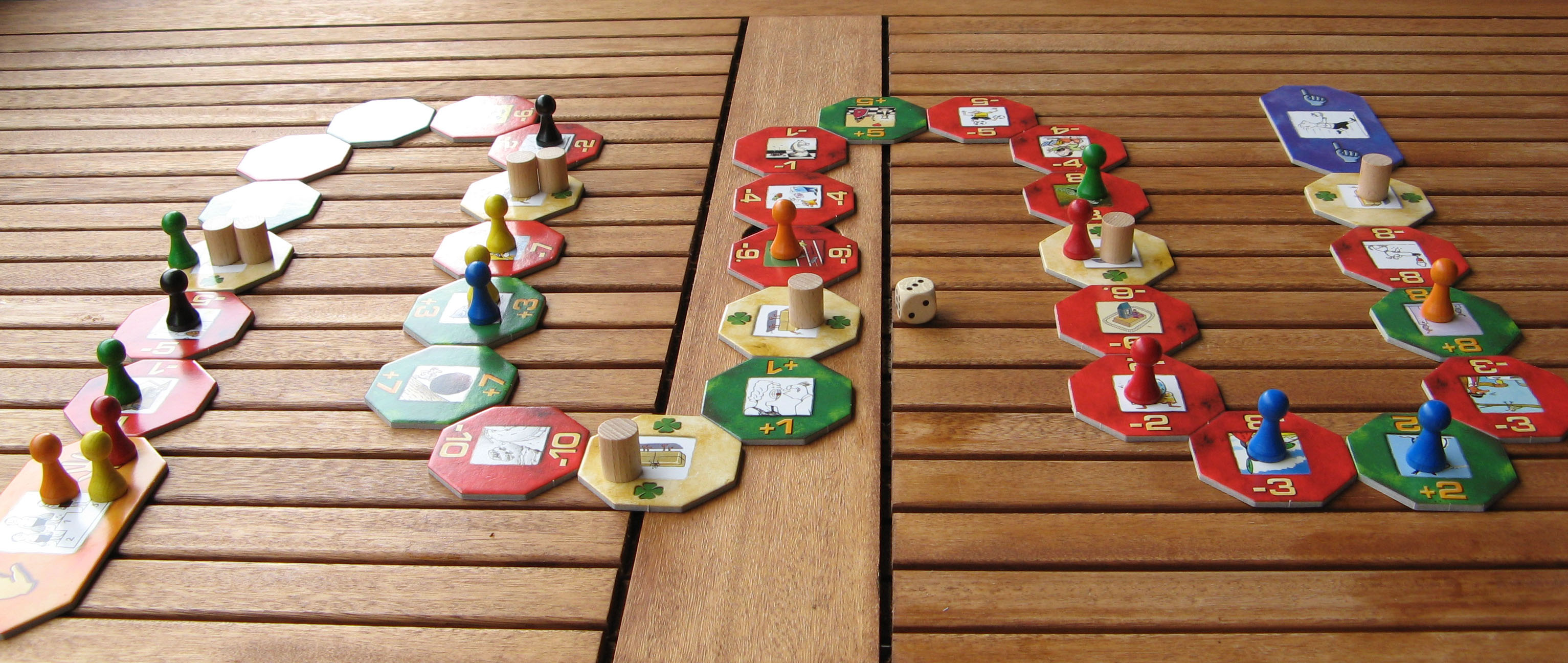
Spielvariante: Zufällige Anordnung

Verflixxt! war 2005 als eines von fünf Spielen nominiert für den Kritikerpreis Spiel des Jahres, erreichte Platz zehn beim Deutschen Spiele Preis, gewann den Schweizer Spielepreis in der Kategorie „Familienspiele“ und wurde unter die Spiele-Hits des österreichischen Preises Spiel der Spiele gewählt.

## Spielidee und Ausstattung
Verflixxt! ist ein Würfelspiel, dessen Spielbrett aus 32 einzelnen Karten besteht. Der letzte Spieler, der eine Karte verlässt, darf und muss sie an sich (und aus dem Spiel) nehmen. Jede Karte hat einen positiven oder negativen Wert (von eins bis acht, bei den negativen bis zehn) oder ist eine „Glückskarte“, die eine negative in eine positive Karte verwandeln kann. Die Bewegung der Spielsteine ist traditionell und wird durch Würfeln gesteuert. Jeder Spieler hat drei Steine und es gibt acht sogenannte „Wächter“-Steine.
Die Karten sind achteckig und in einem klaren Design mit eindeutigen Farben gehalten. Spielfiguren und die „Wächter“-Steine sind aus Holz.

## Spielablauf
Die 32 Wegekarten werden nach Anleitung so ausgelegt, dass der Spielpfad mit acht negativen Karten beginnt, dann die sechs Glückskarten und die acht positiven Karten folgen und zum Schluss nochmal zehn negative Karten ausliegen. Die Wächter werden auf die Glückskarten gestellt. Im Prinzip sind unzählige regelmäßige Auslegevariationen denkbar. Eine Spielvariante ist das Auslegen der Karten nach Zufall. Wichtig ist dann, dass auf jeder Glückskarte ein Wächter steht. Zwei Wächter bleiben übrig. Diese können auf die ersten beiden Karten nach dem Start, die keine Glückskarten sind, gesetzt werden.
Unterwegs kann und muss ein Spieler jede Karte an sich nehmen, die leer ist, wenn er sie verlässt. Die Karte ist dann aus dem Spiel, der Weg um einen Schritt kürzer. Steht ein anderer Spieler oder ein Wächter auf der Karte, darf er sie nicht nehmen.
Jeder Spieler hat die Wahl, welchen seiner drei Spielsteine er bewegen will oder ob er einen Wächter ziehen will (wenn dadurch das Feld, von dem der Wächter kommt, nicht leer wird). Es gibt also jederzeit viele Zugvarianten. Es liegt nahe, die positiven Karten möglichst als letzter zu verlassen und bei den negativen, wenn überhaupt, nur niedrige Werte einzustecken. Andererseits kann man mit den Glückskarten einen negativen Wert in einen positiven wandeln, so dass eine negative „zehn“ plötzlich die wertvollste Karte im Spiel wird.

## Zielgruppe und Bewertung
Die vielen Zugmöglichkeiten geben dem simpel wirkenden Würfelspiel eine strategische Komponente. Wegen der schnell erlernbaren Regeln und der kurzen Spieldauer ist Verflixxt! für Kinder und Erwachsene geeignet.